# Trofee Maarten Wynants 2015 (vrouwen)
De tweede editie van de Belgische wielerwedstrijd Trofee Maarten Wynants voor vrouwen werd verreden op 16 mei 2015. De start en finish vonden plaats in Houthalen-Helchteren. De winnaar was Natalie van Gogh, gevolgd door Lotte Kopecky en Sara Mustonen.

## Uitslag
| Trofee Maarten Wynants 2015 |                    |                             |          |
| Plaats                      | Naam               | Ploeg                       | Tijd     |
| Winnaar                     | Natalie van Gogh   | Parkhotel Valkenburg        | 2u49'10" |
| 2                           | Lotte Kopecky      | Topsport Vlaanderen-Pro-Duo | z.t.     |
| 3                           | Sara Mustonen      | Liv-Plantur                 | 15"      |
| 4                           | Sofie De Vuyst     | Lensworld.eu-Zannata        | z.t.     |
| 5                           | Lucy Martin        | Matrix Fitness              | z.t.     |
| 6                           | Maaike Polspoel    | Liv-Plantur                 | z.t.     |
| 7                           | Monique van de Ree | WV De Jonge Renner          | z.t.     |
| 8                           | Janneke Ensing     | Parkhotel Valkenburg        | z.t.     |
| 9                           | Sara Penton        | WV De Jonge Renner          | z.t.     |
| 10                          | Kelly Markus       | Team Rytger                 | z.t.     |